# Drewniak (Karkonosze)
Drewniak (niem. Holzberg, 672 m n.p.m.) – szczyt w Karkonoszach w obrębie Pogórza Karkonoskiego.
Znajduje się na północno-zachodnim krańcu Pogórza Karkonoskiego, w krótkim grzbiecie, łączącym się w rejonie Michałowic z masywem Grzybowca. W północno-zachodnim krańcu tego grzbietu znajduje się Złoty Widok.
Zbudowany z granitu karkonoskiego. W masywie znajdują się największe w Karkonoszach kociołki wietrzeniowe - największy z nich posiada wymiary 145 x 110 cm i głębokość 1 m.
Cały grzbiet obfituje w skałki o wysokości do 10 m.
Od wschodu i północy rozciągają się zabudowania Michałowic.